# 匈牙利王国陆军
匈牙利王国陆军是1922年至1945年期间匈牙利王国的陆军。 根据特里亞農條約，匈牙利王国陆军起初人數不得超過35,000人，但在20世纪30年代，匈牙利王国陆军规模不断扩大，并在第二次世界大战期间与轴心国一同作战。